# Amy Adams
Amy Lou Adams (Vicenza, 20 agosto 1974) è un'attrice statunitense.
Salita alla ribalta per il suo ruolo in Junebug (2005) per il quale ha ricevuto la sua prima candidatura al Premio Oscar, è divenuta nota al grande pubblico grazie all'interpretazione di Giselle nel film musicale Disney Come d'incanto (2007). Ha ricevuto altre nomination per l'Oscar alla miglior attrice non protagonista grazie alle sue interpretazioni ne Il dubbio (2008), The Fighter (2010), The Master (2012) e Vice - L'uomo nell'ombra (2018), mentre grazie a American Hustle - L'apparenza inganna (2013) ha ricevuto la candidatura all'Oscar alla miglior attrice.
Ha ottenuto un ulteriore successo interpretando Lois Lane nei film del DC Extended Universe L'uomo d'acciaio (2013), Batman v Superman: Dawn of Justice (2016) e Justice League (2017), mentre nel 2016 riceve il plauso per le sue performance in Animali notturni e Arrival. È stata infine vincitrice di due Golden Globe nella sezione migliore attrice in un film commedia o musicale per le sue performance in American Hustle - L'apparenza inganna (2013) e in Big Eyes (2014).

## Biografia
Nata in Italia da genitori statunitensi, dato che all'epoca il padre era un militare della Southern European Task Force di stanza alla Caserma Ederle di Vicenza, proviene da una famiglia mormone ed è la quarta di sette figli: ha due sorelle e quattro fratelli. Ha passato i primi tre anni della sua infanzia ad Aviano, per poi trasferirsi con la famiglia di base in base, fino a stabilirsi all'età di nove anni a Castle Rock, in Colorado. I suoi genitori divorziarono due anni dopo.
Frequentò il liceo Douglas County High School, dove cantò nel coro della scuola e frequentò la compagnia di ballo locale con il sogno di fare la ballerina. Appena diplomata si trasferì ad Atlanta con la madre e, rendendosi conto di non essere abbastanza dotata per fare la ballerina professionista, entrò in una compagnia teatrale; per mantenersi lavorò come commessa e come cameriera.
Dal 2000 è legata all'attore e artista Darren Le Gallo, conosciuto a un corso di recitazione, dal quale il 15 maggio 2010 ha avuto una figlia, chiamata Aviana Olea in ricordo degli anni trascorsi ad Aviano. La coppia si è sposata nel maggio del 2015 a Los Angeles.
È affetta da un disturbo da deficit di attenzione e iperattività.

## Carriera

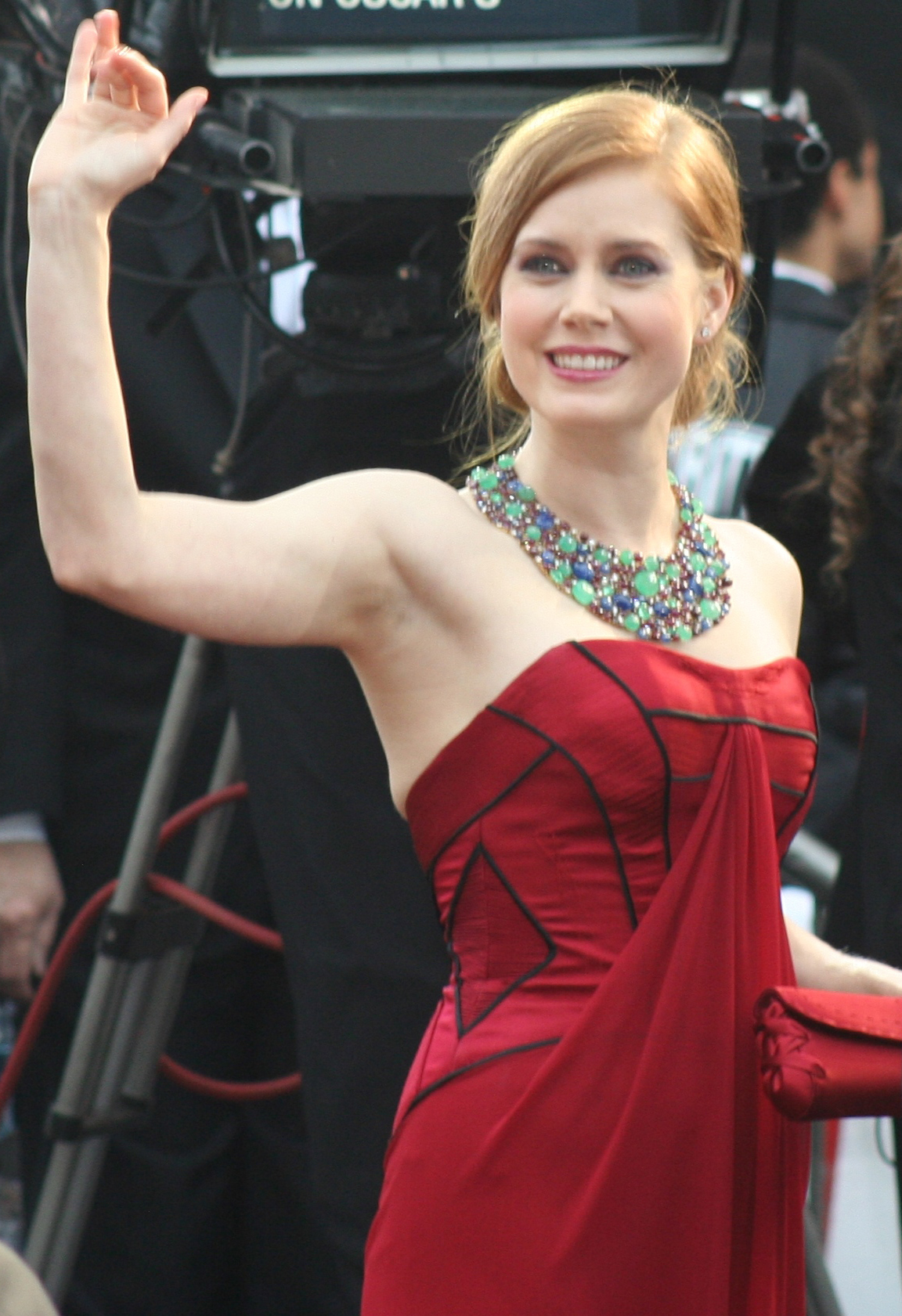
Adams ai Premi Oscar 2009

Debuttò al cinema nel 1999 con il film Bella da morire, in seguito partecipò a serie televisive come Streghe, Buffy l'ammazzavampiri, That '70s Show e Smallville. L'anno dopo recitò in Cruel Intentions 2, in Pumpkin e in Tutta colpa di Sara: questi ultimi due film ne rivelarono il talento, e perciò nel 2002 ottenne il suo primo ruolo di una certa importanza, quello dell'infermiera Brenda Strong in Prova a prendermi di Steven Spielberg, accanto a Leonardo DiCaprio e Tom Hanks. Dopo questo lavoro passò un anno senza riuscire a trovare un altro ruolo.
Nel 2004 arrivò la grande occasione con Junebug, dove interpretò il ruolo di Ashley Johnsten, una giovane donna incinta; pur non riscuotendo successo presso il pubblico, il film ne mise in risalto le qualità di attrice e la critica elogiò la sua interpretazione, facendole ottenere la sua prima candidatura all'Oscar. In seguito prende parte a film come Un amore in prestito, Tenacious D e il destino del rock e La guerra di Charlie Wilson. A consacrarla al grande pubblico fu la commedia sentimentale Come d'incanto nel 2007, dove interpretò il ruolo di Giselle, che da personaggio animato che vive nel regno di Andalasia diventa in carne ed ossa e si ritrova nel mondo reale a New York.
Nel 2008 vestì i panni di Suor James nel film Il dubbio, scritto e diretto da John Patrick Shanley e adattamento cinematografico del suo omonimo dramma teatrale. In questi anni ottiene critiche positive dalla critica e dai colleghi attori, nonché il premio della giuria al Sundance Festival per Sunshine Cleaning. Per i film Il dubbio, The Fighter e The Master la Adams è stata candidata nel 2009, 2011 e 2013 all'Oscar come migliore attrice non protagonista.
Nel 2008 la rivista People l'ha inserita fra le 100 donne più belle del mondo, mentre nel 2014 Time l'ha eletta fra le 100 persone più influenti del pianeta. Dal 24 giugno al 1º settembre 2012 prese parte alla produzione in scena a Central Park del musical di Stephen Sondheim Into the Woods, nel ruolo della moglie del panettiere. Interpretò la figlia del personaggio interpretato da Clint Eastwood in Di nuovo in gioco, quindi nell'estate 2013 ebbe il ruolo di Lois Lane nel film del DC Extended Universe (DCEU) L'uomo d'acciaio diretto da Zack Snyder, e nello stesso anno fu la protagonista in Lei diretto da Spike Jonze.

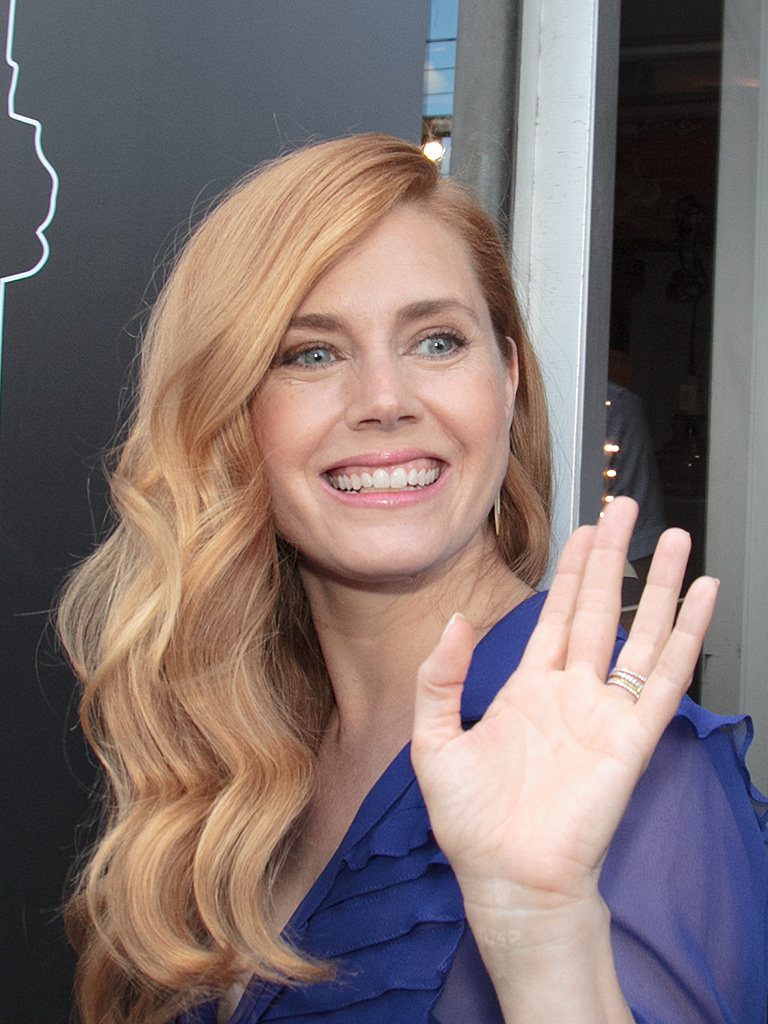
Adams nel 2016 al Toronto International Film Festival

Nel dicembre 2013 uscì al cinema con il film American Hustle - L'apparenza inganna, grazie al quale vince un Golden Globe come miglior attrice in una commedia e venne candidata all'Oscar 2014 come migliore attrice protagonista. Nel 2014 fu accanto a Christoph Waltz in Big Eyes diretto da Tim Burton, dove interpreta la pittrice Margaret Keane, famosa per i suoi ritratti dagli occhi grandi, che il marito Walter Keane spacciava per sue creazioni, fino al divorzio e al processo che riconobbe alla pittrice la paternità delle opere. Per tale ruolo vinse un altro Golden Globe come miglior attrice in una commedia.
Nel 2016 riprende il ruolo di Lois Lane in Batman v Superman: Dawn of Justice; nonostante un'accoglienza negativa da parte della critica, il film ebbe un buon successo al botteghino guadagnando oltre 870 milioni di dollari in tutto il mondo. Sempre nello stesso anno viene diretta da Denis Villeneuve nel fantascientifico Arrival, basato sul racconto Storia della tua vita di Ted Chiang e presentato alla 73ª Mostra internazionale d'arte cinematografica di Venezia. Inoltre è nel thriller Animali notturni del regista Tom Ford; in quest'ultimo interpreta Susan, una mercante d'arte traumatizzata dopo aver letto il violento romanzo scritto dall'ex marito.
Nel 2017 torna a vestire per la terza volta i panni di Lois Lane nell'altro capitolo del DCEU Justice League. Nel mese di agosto viene inserita dalla rivista Forbes al decimo posto fra le attrici più pagate, con un guadagno di 11,5 milioni di dollari. Nel 2018 è protagonista e produttrice della miniserie televisiva Sharp Objects, adattamento del romanzo Sulla pelle. Nello stesso anno interpreta Lynne A. Vincent, second lady durante l'amministrazione di George W. Bush, nel biografico Vice - L'uomo nell'ombra.
Nel 2020 è coprotagonista con Glenn Close del dramma Elegia americana, diretto dal premio Oscar Ron Howard. L'anno successivo è protagonista del thriller La donna alla finestra, diretto da Joe Wright, dove interpreta Anna Fox, una psicologa affetta da agorafobia che trascorre le sue giornate chiusa in casa a spiare i vicini, finché un giorno assiste a un brutale crimine; la pellicola, inizialmente prevista per l'uscita nelle sale nel maggio 2020, è stata successivamente distribuita su Netflix il 14 maggio 2021 a causa della pandemia di COVID-19. Nello stesso anno interpreta Cynthia Murphy nel film musical Caro Evan Hansen. Nel 2022 debutta sulle scene londinesi interpretando Amanda ne Lo zoo di vetro di Tennessee Williams al Duke of York's Theatre e torna ad interpretare Giselle nel sequel di Come d'incanto.

## Filmografia

### Attrice

#### Cinema

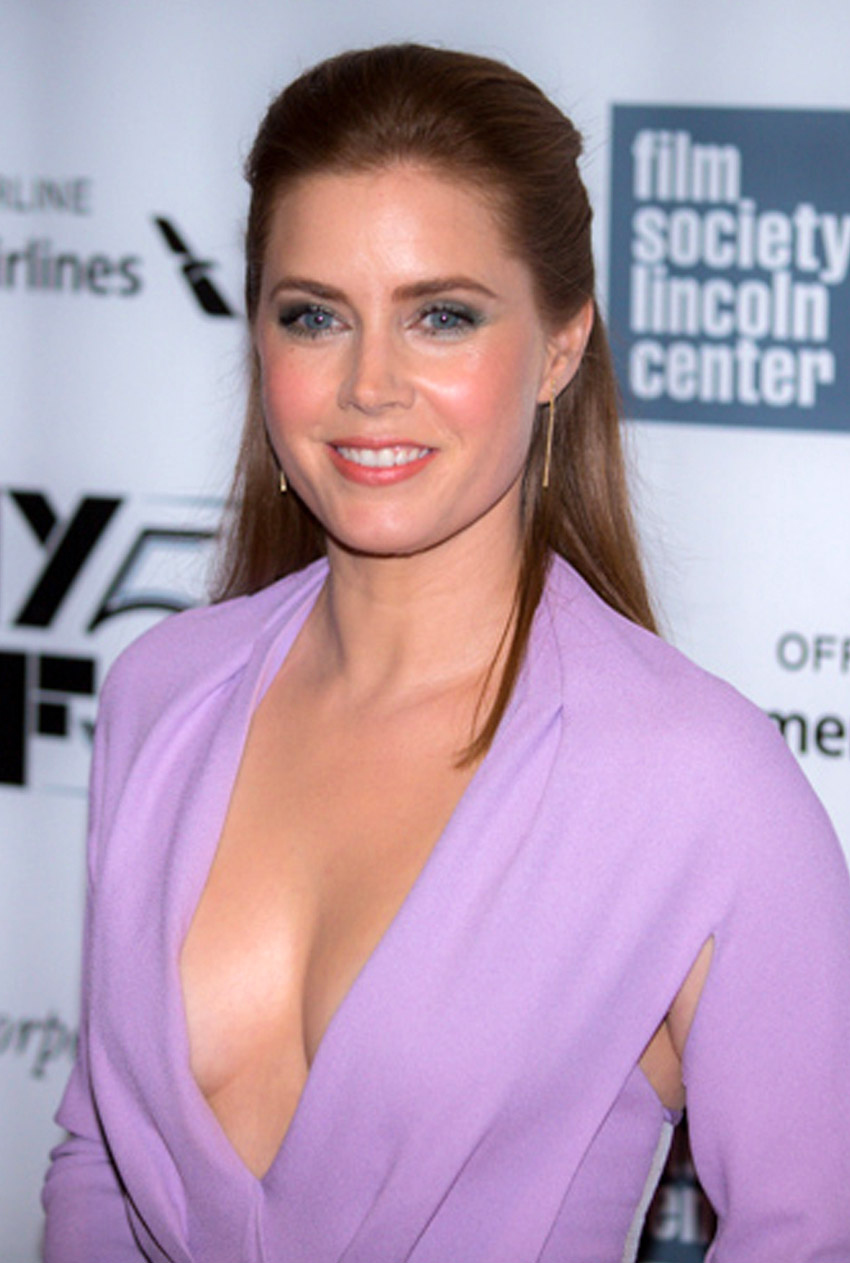
Adams nel 2013 al New York Film Festival per l'anteprima di Lei

- Bella da morire (Drop Dead Gorgeous), regia di Michael Patrick Jann (1999)
- Psycho Beach Party, regia di Robert Lee King (2000)
- Cruel Intentions 2 - Non illudersi mai (Cruel Intentions 2), regia di Roger Kumble (2000)
- The Slaughter Rule, regia di Alex Smith e Andrew J. Smith (2002)
- Tutta colpa di Sara (Serving Sara), regia di Reginald Hudlin (2002)
- Prova a prendermi (Catch Me If You Can), regia di Steven Spielberg (2002)
- Un'ultima volta (The Last Run), regia di Jonathan Segal (2004)
- The Wedding Date - L'amore ha il suo prezzo (The Wedding Date), regia di Clare Kilner (2005)
- Junebug, regia di Phil Morrison (2005)
- Tenacious D e il destino del rock (Tenacious D in: The Pick of Destiny), regia di Liam Lynch (2006)
- Ricky Bobby - La storia di un uomo che sapeva contare fino a uno (Talladega Nights: The Ballad of Ricky Bobby), regia di Adam McKay (2006)
- Fast Track, regia di Jesse Peretz (2006)
- Come d'incanto (Enchanted), regia di Kevin Lima (2007)
- La guerra di Charlie Wilson (Charlie Wilson's War), regia di Mike Nichols (2007)
- Miss Pettigrew (Miss Pettigrew Lives for a Day), regia di Bharat Nalluri (2008)
- Sunshine Cleaning, regia di Christine Jeffs (2008)
- Il dubbio (Doubt), regia di John Patrick Shanley (2008)
- Julie & Julia, regia di Nora Ephron (2009)
- Una notte al museo 2 - La fuga (Night at the Museum 2: Escape from the Smithsonian), regia di Shawn Levy (2009)
- Moonlight Serenade, regia di Giancarlo Tallarico (2009)
- Una proposta per dire sì (Leap Year), regia di Anand Tucker (2010)
- The Fighter, regia di David O. Russell (2010)
- I Muppet (The Muppets), regia di James Bobin (2011)
- On the Road, regia di Walter Salles (2012)
- The Master, regia di Paul Thomas Anderson (2012)
- Di nuovo in gioco (Trouble with the Curve), regia di Robert Lorenz (2012)
- L'uomo d'acciaio (Man of Steel), regia di Zack Snyder (2013) – Lois Lane
- Lei (Her), regia Spike Jonze (2013)
- American Hustle - L'apparenza inganna (American Hustle), regia di David O. Russell (2013)
- Lullaby, regia di Andrew Levitas (2014)
- Big Eyes, regia di Tim Burton (2014)
- Batman v Superman: Dawn of Justice, regia di Zack Snyder (2016) – Lois Lane
- Arrival, regia di Denis Villeneuve (2016)
- Animali notturni (Nocturnal Animals), regia di Tom Ford (2016)
- Justice League, regia di Zack Snyder (2017) – Lois Lane
- Vice - L'uomo nell'ombra (Vice), regia di Adam McKay (2018)
- Elegia americana (Hillbilly Elegy), regia di Ron Howard (2020)
- Zack Snyder's Justice League, regia di Zack Snyder (2021) – Lois Lane
- La donna alla finestra (The Woman in the Window), regia di Joe Wright (2021)
- Caro Evan Hansen (Dear Evan Hansen), regia di Stephen Chbosky (2021)
- Come per disincanto - E vissero infelici e scontenti (Disenchanted), regia di Adam Shankman (2022)
- Nightbitch. Bestia di notte (Nightbitch), regia di Marielle Heller (2024)

#### Televisione
- The Peter Principle, regia di Michael Lembeck – film TV (2000)
- That '70s Show – serie TV, 1 episodio (2000)
- Streghe (Charmed) – serie TV, episodio 2x16 (2000)
- Zoe, Duncan, Jack & Jane – serie TV, 1 episodio (2000)
- Providence – serie TV, 1 episodio (2000)
- Buffy l'ammazzavampiri (Buffy the Vampire Slayer) – serie TV, episodio 5x06 (2000)
- Smallville – serie TV, episodio 1x07 (2001)
- West Wing - Tutti gli uomini del Presidente (The West Wing) – serie TV, episodio 4x01 (2002)
- Dr. Vegas – serie TV, 5 episodi (2004)
- The Office – serie TV, 3 episodi (2005-2006)
- Sharp Objects – miniserie TV, 8 puntate (2018)

### Doppiatrice
- King of the Hill – serie TV, 3 episodi (2004)
- Underdog - Storia di un vero supereroe (Underdog), regia di Frederik Du Chau (2007)

### Produttrice
- Sharp Objects – miniserie TV, 8 puntate (2018)

## Teatro
- Into the Woods, colonna sonora di Stephen Sondheim, libretto e regia di James Lapine. Delacorte Theater di New York (2012)
- Lo zoo di vetro di Tennessee Williams, regia di Jeremy Herrin. Duke of York's Theatre di Londra (2022)[34]

## Riconoscimenti
Nel corso della sua carriera Amy Adams è stata nominata ai premi più prestigiosi: ha ricevuto sei candidature ai premi Oscar, sette ai BAFTA e nove ai Golden Globe. Di questi ultimi ne ha vinti due come miglior attrice in una commedia o film musicale nel 2014 per American Hustle - L'apparenza inganna e nel 2015 per Big Eyes.

## Doppiatrici italiane
Nelle versioni in italiano delle opere in cui ha recitato, Amy Adams è stata doppiata da:
- Ilaria Latini in Come d'incanto[35], Miss Pettigrew, Sunshine Cleaning, Una notte al museo 2 - La fuga, Una proposta per dire sì, I Muppet[35], Di nuovo in gioco, L'uomo d'acciaio, Batman v Superman: Dawn of Justice, Arrival, Justice League, Sharp Objects, Elegia americana, Zack Snyder's Justice League, La donna alla finestra, Come per disincanto - E vissero infelici e scontenti[35], Nightbitch. Bestia di notte
- Stella Musy ne La guerra di Charlie Wilson, The Master, American Hustle - L'apparenza inganna, Big Eyes, Vice - L'uomo nell'ombra
- Federica De Bortoli in The Wedding Date - L'amore ha il suo prezzo, The Fighter, Lei, Caro Evan Hansen[36]
- Francesca Fiorentini in Tutta colpa di Sara, Ricky Bobby - La storia di un uomo che sapeva contare fino a uno
- Paola Valentini in Streghe
- Laura Latini in Bella da morire
- Rossella Acerbo in Cruel Intentions 2 - Non illudersi mai
- Laura Lenghi in Smallville
- Claudia Pittelli in Prova a prendermi
- Renata Bertolas in Un'ultima volta
- Francesca Guadagno in Junebug
- Fabiana Felici in The Office
- Valentina Mari ne Il dubbio
- Domitilla D'Amico in Julie & Julia
- Chiara Colizzi in On the Road
- Barbara De Bortoli in Animali notturni

Da doppiatrice è sostituita da:
- Selvaggia Quattrini in Underdog - Storia di un vero supereroe